# William F. Colcock
William Ferguson Colcock (* 5. November 1804 in Beaufort, South Carolina; † 13. Juni 1889 in McPhersonville, South Carolina) war ein US-amerikanischer Politiker. Zwischen 1849 und 1853 vertrat er den Bundesstaat South Carolina im US-Repräsentantenhaus.

## Werdegang
William Colcock besuchte zunächst die Hulburt’s School in Charleston. Danach studierte er bis 1823 am South Carolina College in Columbia, aus dem später die University of South Carolina hervorging. Nach einem anschließenden Jurastudium und seiner im Jahr 1825 erfolgten Zulassung als Rechtsanwalt begann er in Coosawhatchie im Jasper County in seinem neuen Beruf zu praktizieren. Gleichzeitig arbeitete er auch als Pflanzer.
Politisch wurde Colcock Mitglied der Demokratischen Partei. Zwischen 1830 und 1847 saß er als Abgeordneter im Repräsentantenhaus von South Carolina. Dort erlebte er 1833 auch die Nullifikationskrise zwischen seinem Heimatstaat und der Bundesregierung unter Präsident Andrew Jackson. Bei den Kongresswahlen des Jahres 1849 wurde er im siebten Wahlbezirk von South Carolina in das US-Repräsentantenhaus in Washington, D.C. gewählt, wo er am 4. März 1849 die Nachfolge von Robert Rhett antrat. Nach einer Wiederwahl im Jahr 1850 konnte er bis zum 3. März 1853 zwei Legislaturperioden im Kongress absolvieren, die von den Diskussionen um die Sklaverei bestimmt waren.
Zwischen 1850 und 1853 war Colcock auch im Vorstand der Smithsonian Institution. Von 1853 bis 1865 leitete er die Zollbehörde im Hafen von Charleston. Dabei diente er bis 1861 der Bundesregierung in Washington und danach den Konföderierten Staaten. Im Jahr 1860 war er Delegierter zur Democratic National Convention in Charleston, auf der John C. Breckinridge als Präsidentschaftskandidat der Südstaaten-Demokraten nominiert wurde. Nach 1865 arbeitete Colcock wieder als Rechtsanwalt. Er starb am 13. Juni 1889.